# Music for Films III
Music for Films III è un album in studio di autori vari originariamente pubblicato nel 1988.

## Descrizione
Music for Films III è il terzo e ultimo capitolo della serie di album di Brian Eno Music for Films, iniziata con l'album omonimo del 1978 e proseguita con Music for Films Volume 2 del 1983. A differenza dei due capitoli precedenti, Music for Films III non è attribuito al solo Eno, ma raccoglie anche delle tracce composte da altri musicisti quali Laraaji, Roger Eno, Daniel Lanois, Michael Brook, John Paul Jones, Lydia Theremin, Misha Malin e Harold Budd. Secondo la descrizione di Don Watson di Spin, Music for Films III si caratterizza per «le atmosfere sospese e delle sonorità con un che di inquietante. A differenza di quello che succede nel pop moderno, è lungi dal voler impressionare (il suo fruitore)».

## Tracce
Quella che segue è la lista delle tracce dell'album edito su cassetta. La prima edizione pubblicata su LP dalla Opal non presenta le tracce Asian River e Theme for 'Opera'. L'album venne riedito nel 2005 con le medesime tracce anche se disposte in modo diverso.
1. Saint Tom – 3:35 (musica: Brian Eno)
2. White Mustang – 3:01 (musica: Brian Eno/Daniel Lanois)
3. Sirens – 3:06 (musica: Brian Eno/Daniel Lanois)
4. Asian River – 4:20 (musica: Brian Eno)
5. Zaragoza – 3:05 (musica: Laraaji)
6. Quixote – 3:30 (musica: Roger Eno)
7. Fleeting Smile – 2:30 (musica: Roger Eno)
8. Theme for 'Opera' – 2:36 (musica: Brian Eno/Roger Eno)
9. Kalimba – 2:47 (musica: Laraaji)
10. Tension Block – 3:09 (musica: Daniel Lanois)
11. Err – 4:02 (musica: Michael Brook)
12. 4-Minute Warning – 3:53 (musica: John Paul Jones)
13. For Her Atoms – 3:33 (musica: Lydia Theremin/Misha Malin)
14. Balthus Bemused by Color – 5:17 (musica: Harold Budd)
15. Theme from 'Creation' – 3:04 (musica: Brian Eno)